# Nick Gomez
Pour les articles homonymes, voir Gomez.
Pour l'acteur, voir Nick Gomez (acteur).
Nick Gomez (né à Somerville, Massachusetts, le 13 avril 1963) est un réalisateur américain de films et de séries télévisées. Il est également scénariste et acteur.

## Filmographie

### en tant que réalisateur de télévision
Cette liste n'est pas exhaustive. De plus, il n'a évidemment pas tourné l'ensemble de chaque série, mais seulement quelques épisodes.
- 2025 : Tracker : Kropper (saison 2, épisode 10)
- 2014 : Lizzie Borden a-t-elle tué ses parents ? (Lizzie Borden Took an Ax), téléfilm
- 2013 : The Following, saison 1, épisode 7 : Le Rendez-vous (Let Me Go)
- 2011 : Damages, saison 4, épisode 3 : Manque de loyauté (I'd Prefer My Old Office) et épisode 8 : De l'unité de la guerre (The War Will Go On Forever)
- 2009 - 2010 : Flashforward, épisodes 7, 8, 17 et 18
- 2010 : Dr House, saison 6, épisode 11 : Vies secrètes (The Down Low)
- 2007 : Dexter, saison 2, épisode 4 : Transparence (See-Through) et épisode 6 : Dex, Mensonges et Vidéo (Dex, Lies and Videotape)
- 2004 : Veronica Mars, saison 1, épisode 5 : Rien à déclarer (You Think You Know Somebody)
- 2004 - 2005 : Les 4400, saison 1, épisode 5 : Persécutions (Trial By Fire) et saison 2, épisode 6 : Face au destin (As Fate Would Have It)
- 2003 : Keen Eddie, épisode 4 : Envers et contre tout (Eddie Loves Baseball)
- 2003 : The Practice : Bobby Donnell et Associés, saison 8, épisode 5 : Faute professionnelle (The Heat of Passion)
- 2002 - 2005 : The Shield, saison 1, épisode 10, saison 3, épisode 5 et saison 4, épisode 7
- 2002 : Preuve à l'appui (Crossing Jordan), saison 1, épisode 21 : La Rebelle (Someone To Count On)
- 2001 : Espions d'État (The Agency) saison 1, épisodes 3, 7 et 9
- 2000 - 2001 : New York 911 (Third Watch), saison 2, épisode 6 : Un passé trouble (The Tys That Bind) et épisode 21 : Le Week-end de Faith (Exposing Faith)
- 1999 : Les Soprano, saison 1, épisode 3 : À bout de souffle (Denial, Anger, Acceptance)
- 1997 - 1999 : Oz, saison 1, épisode 2, saison 2, épisode 1 et saison 3, épisode 1
- 1995 - 1998 : Homicide, 6 épisodes

### en tant que réalisateur de cinéma
- 2000 : Mais qui a tué Mona ? (Drowning Mona)
- 1996 : Illtown (en)
- 1995 : New Jersey Drive
- 1992 : La Loi de la gravité (en) (Laws of Gravity)